# Gifford, Illinois
Gifford là một làng thuộc quận Champaign, tiểu bang Illinois, Hoa Kỳ. Năm 2010, dân số của làng này là 975 người.

## Dân số
Dân số qua các năm:
- Năm 2000: 815 người.
- Năm 2010: 975 người.